# Видулин, Николай Гаврилович
Николай Гаврилович Видулин (1923—2000) — полковник Советской Армии, участник Великой Отечественной войны, Герой Советского Союза (1943).

## Биография
Николай Видулин родился 20 октября 1923 года в селе Злобино (ныне — Хомутовский район Курской области) в крестьянской семье. Окончил семь классов неполной средней школы, после чего работал в колхозе учётчиком. В июле 1941 года Видулин был призван на службу в Рабоче-крестьянскую Красную Армию. С ноября того же года — на фронтах Великой Отечественной войны. В 1942 году он окончил курсы младших лейтенантов. В декабре того же года Видулин вступил в ВКП(б). К июлю 1943 года лейтенант Николай Видулин командовал взводом 438-го стрелкового полка 129-й стрелковой дивизии 63-й армии Брянского фронта. Отличился во время освобождения Орловской области.
12 июля 1943 года в ходе боя за опорный пункт немецких войск Большой Малиновец в Залегощенском районе Видулин вместе со своими бойцами прорвал вражескую оборону, уничтожив около 50 вражеских солдат и офицеров, а затем, обойдя населённый пункт с фланга, первым ворвался в него. Преследуя отступающие вражеские подразделения, взвод Видулина овладел рощей, расположенной в одном километре к западу от Большого Малиновца, захватив 5 шестиствольных миномётов, 5 105-миллиметровых орудий, 2 дальнобойных орудия и более 500 снарядов к ним. Во время боя за деревню Сетуха, маневрируя, взвод Видулина нанёс сокрушительный удар по окопавшимся в ней немецким войскам, заставив их бежать. В бою Видулин лично убил коменданта гарнизона деревни. В ходе дальнейшего наступления дивизии 438-й стрелковый полк получил задачу захватить деревню Ямская, которую прикрывала мощно укреплённая высота 256,0. В ходе разведывательного поиска Видулин обнаружил в болотистой местности проход во вражеский тыл и решил им воспользоваться. Подобрав 12 добровольцев, он проник с ними в тыл и атаковал обороняющихся. Используя преимущество внезапности, Видулин со своей группой сумел продержаться до подхода основных сил. Его действия способствовали успешному выполнению боевой задачи полком. Во время боя Видулин получил тяжёлое ранение, после чего долгое время лечился в госпиталях.
Указом Президиума Верховного Совета СССР от 27 августа 1943 года за «образцовое выполнение боевых заданий командования и проявленные при этом мужество и героизм» лейтенант Николай Видулин был удостоен высокого звания Героя Советского Союза с вручением ордена Ленина и медали «Золотая Звезда» за номером 3249.
Вернувшись на фронт, Видулин продолжал служить в различных частях, к концу войны был уже заместителем командира стрелкового полка. После окончания войны он продолжил службу в Советской Армии. В 1953 году он окончил Высшую офицерскую школу. В 1971 году в звании полковника Видулин был уволен в запас. Проживал в Калинине (ныне — Тверь), работал ревизором отдела торгового объединения. Умер 18 января 2000 года, похоронен на Дмитрово-Черкасском кладбище Твери.
Был также награждён орденом Отечественной войны 1-й степени и двумя орденами Красной Звезды, а также рядом медалей.